# Ruth Humbel
Ruth Humbel Näf, née le 23 juillet 1957 à Baden (originaire d'Ittenthal et de Birmenstorf), est une personnalité politique suisse, membre du Centre.
Elle est députée du canton d'Argovie au Conseil national de septembre 2003 à février 2003.

## Biographie
Ruth Humbel Näf naît Ruth Humbel le 23 juillet 1957 à Baden. Elle est originaire de deux autres communes argoviennes, Ittenthal et Birmenstof. Son père se prénomme Valentin. Elle a deux frères, dont Achilles, son cadet de deux ans, qui a repris le vignoble familial,,.
Elle est d'abord enseignante au primaire pendant trois ans, puis se lance dans des études de droit. Elle dirige de 2001 à 2008 le domaine « Région Centre » de l’association de caisses-maladie santésuisse.
Elle est mariée à l'historien de l'Antiquité Beat Näf, avec qui elle a deux enfants, un garçon et une fille,. Elle habite à Birmenstorf. Son oncle, Beda Humbel (de), a siégé sous les couleurs du Parti démocrate-chrétien au Conseil national de 1979 à 1990.

## Parcours politique
Elle est députée au Grand Conseil du canton d'Argovie d'avril 1981 à octobre 2003.
Elle accède au Conseil national le 15 septembre 2003 grâce à la démission de Guido A. Zäch et la décision des deux candidats non élus qui la précédaient en nombre de suffrages sur la liste du PDC lors des élections fédérales de 1999 de renoncer au mandat. Réélue en 2003, 2007, 2011, 2015 et 2019, elle siège au sein de la Commission de la sécurité sociale et de la santé publique (CSSS), qu'elle préside à partir de décembre 2019, à la Commission judiciaire (CJ) du 18 mars 2005 au 2 décembre 2007, à la Commission de la politique de sécurité (CPS) du 18 septembre 2006 au 2 décembre 2007 et à la Commission des institutions politiques (CIP) du 3 décembre 2007 au 11 décembre 2019.
Elle est candidate au Conseil des États en 2003 et 2015, mais échoue largement lors de ses deux tentatives : la première fois au premier tour face à l'UDC Maximilian Reimann et au PRD Thomas Pfisterer (de) et la seconde fois au second tour face au PLR Philipp Müller (élu) et à l'UDC Hansjörg Knecht,,.
En octobre 2015, elle est désignée parlementaire le plus influent des cantons du nord-ouest de la Suisse au Conseil national par l'Aargauer Zeitung.
Elle propose de fixer l’âge de la retraite en fonction de la durée de l’activité professionnelle ou du niveau de formation. Ainsi, une personne qui a commencé à travailler à 21 ans pourrait prendre sa retraite à 65 ans, tandis qu’une personne entre dans la vie active à 26 ans n'aurait droit à la retraite qu'à partir de 70 ans.[pertinence contestée]
Après avoir annoncé ne pas vouloir se représenter pour un nouveau mandat en octobre 2023, elle démissionne de manière anticipée sous pression de son parti pour la fin février 2003.

### Autres mandats
Elle est notamment membre du conseil d'administration de la caisse-maladie Concordia et de deux cliniques. Elle est également membre du conseil de fondation d'un EMS et présidente d'une association visant à améliorer la situation des personnes souffrant d'une maladie rare.

## Course d'orientation
Elle pratique la course d'orientation. Elle a participé à plusieurs compétitions internationales et a remporté trois fois la médaille de bronze en équipe. Elle a également été cinq fois championne suisse en course individuelle et a remporté le championnat du monde 2010 sprint et longue distance dans la catégorie seniors.